# Ronde van Burgos 2022 (mannen)
De 44e editie van de Ronde van Burgos voor mannen vond plaats van 2 tot 6 augustus. De wedstrijd maakte deel uit van de UCI ProSeries 2022. Deze editie werd gewonnen door de tot Fransman genaturaliseerde Pavel Sivakov.

## Etappe-overzicht
| Etappe | Datum      | Start                    | Finish                  | Type      | Afstand | Winnaar           | Klassementsleider |
| ------ | ---------- | ------------------------ | ----------------------- | --------- | ------- | ----------------- | ----------------- |
| 1      | 2 augustus | Burgos                   | Burgos                  | Heuvelrit | 157 km  | Santiago Buitrago | Santiago Buitrago |
| 2      | 3 augustus | Vivar del Cid            | Villadiego              | Heuvelrit | 158 km  | Timo Roosen       | Santiago Buitrago |
| 3      | 4 augustus | Quintana Martín Galíndez | Villarcayo              | Bergrit   | 156 km  | Bastien Tronchon  | Pavel Sivakov     |
| 4      | 5 augustus | Torresandino             | Ciudad Romana de Clunia | Heuvelrit | 169 km  | Matevž Govekar    | Pavel Sivakov     |
| 5      | 6 augustus | Lermas                   | Lagunas de Neila        | Bergrit   | 170 km  | João Almeida      | Pavel Sivakov     |

## Klassementenverloop
| Etappe       | Winnaar           | Algemeen klassement · | Puntenklassement · | Bergklassement ·      | Jongerenklassement · | Ploegenklassement |
| ------------ | ----------------- | --------------------- | ------------------ | --------------------- | -------------------- | ----------------- |
| 1            | Santiago Buitrago | Santiago Buitrago     | Santiago Buitrago  | Diego Pablo Sevilla   | Santiago Buitrago    | INEOS Grenadiers  |
| 2            | Timo Roosen       | Santiago Buitrago     | Ruben Guerreiro    | Xabier Mikel Azparren | Santiago Buitrago    | INEOS Grenadiers  |
| 3            | Bastien Tronchon  | Pavel Sivakov         | Ruben Guerreiro    | Vojtěch Řepa          | Santiago Buitrago    | INEOS Grenadiers  |
| 4            | Matevž Govekar    | Pavel Sivakov         | Ruben Guerreiro    | Vojtěch Řepa          | Santiago Buitrago    | BORA-hansgrohe    |
| 5            | João Almeida      | Pavel Sivakov         | Ruben Guerreiro    | Miguel Ángel López    | Carlos Rodríguez     | BORA-hansgrohe    |
| 0Eindstanden | 0Eindstanden      | Pavel Sivakov         | Ruben Guerreiro    | Miguel Ángel López    | Carlos Rodríguez     | BORA-hansgrohe    |

Mannen:
1946 · 1947 · 1948–1980 · 1981 · 1982 · 1983 · 1984 · 1985 · 1986 · 1987 · 1988 · 1989 · 1990 · 1991 · 1992 · 1993 · 1994 · 1995 · 1996 · 1997 · 1998 · 1999 · 2000 · 2001 · 2002 · 2003 · 2004 · 2005 · 2006 · 2007 · 2008 · 2009 · 2010 · 2011 · 2012 · 2013 · 2014 · 2015 · 2016 · 2017 · 2018 · 2019 · 2020 · 2021 · 2022 · 2023 · 2024 · 2025
Vrouwen:
2015 · 2016 · 2017 · 2018 · 2019 · 2020 · 2021 · 2022 · 2023 · 2024 · 2025